# Mitopernoides variabilis
Mitopernoides variabilis is een hooiwagen uit de familie Gonyleptidae.